# Unerus colonus
Unerus colonus är en insektsart som beskrevs av Philip Reese Uhler 1895. Unerus colonus ingår i släktet Unerus och familjen dvärgstritar. Inga underarter finns listade i Catalogue of Life.